# Gran Rosario
Se denomina Gran Rosario al aglomerado urbano surgido como consecuencia de la expansión urbana de la ciudad de Rosario con una población de 1 029 619 (censo 2022), sobre un conjunto de localidades ubicadas en el departamento San Lorenzo y en el mismo departamento Rosario, teniendo la misma 1.429.292 habitantes, según el Censo 2022
No debe confundirse con el Área Metropolitana Rosario, el cual incluye a todas las localidades del Gran Rosario junto a otras localidades, teniendo una población mayor de 1 937 109 habitantes, según el Censo 2022
Con una superficie de 589 km² en total, alcanza su mayor extensión hacia el norte, aglomerando varias localidades hasta Puerto General San Martín, a 27 km del centro de Rosario; al oeste hasta la localidad de Roldán, a 21 km, y al sur hasta la ciudad de Villa Gobernador Gálvez (esta última la más poblada del conurbano luego de Rosario), a unos 9 km del centro de la ciudad. Más al sur se observa un incipiente proceso de aglomeración con las localidades de Alvear, Pueblo Esther, General Lagos y Arroyo Seco.

#### Localidades y barrios suburbanos
Desde principios de los años 1960, el aglomerado se ha expandido debido a la mudanza temporal o permanente de los ciudadanos hacia nuevas residencias con particulares condiciones ambientales y mejor calidad de vida, barrios más seguros para el esparcimiento de los niños, terrenos de grandes dimensiones que permitan contar con jardín, piscina y patio, áreas arboladas y bajas tasas de criminalidad entre otras.
Así nacieron nuevos emprendimientos inmobiliarios a las afueras de la ciudad de Rosario, alejados de los núcleos urbanos y formando nuevas comunidades independientes. 
Muchos de estos nuevos barrios y residencias satélites privados y abiertos han sido experiencia para el desarrollo de nuevos tipos de urbanismos como  Countries, barrios náuticos abiertos y cerrados. Estos se encuentran alrededor de 6 rutas y accesos principales que logran el fácil acceso a la ciudad y sirven como un eje de formalidad.
| Barrio                           | Tipo              | Municipio     | Eje                              |  |
| -------------------------------- | ----------------- | ------------- | -------------------------------- |  |
| Arbilla                          | Abierto           | Alvear        | Ruta A012 y Ruta 18              |  |
| Campiñas de Piñero               | Abierto           | Piñero        | Ruta A012                        |  |
| Ciudad Nàutica                   | Abierto           | Arroyo Seco   | Ruta 21                          |  |
| Ecovida                          | Abierto           | Villa Amelia  | Ruta 18                          |  |
| El Caramelo                      | Abierto           | Villa Amelia  | Ruta 18                          |  |
| Estancia La Rinconada            | Privado           | Ibarlucea     | Ruta 34                          |  |
| Haras de Funes                   | Privado           | Funes         | Autopista Córdoba - Rosario      |  |
| La Carolina                      | Abierto           | Alvear        | Ruta 18                          |  |
| La Carolina Country Club         | Privado           | Piñero        | Ruta 18                          |  |
| Los muchachos                    | Abierto           | Piñero        | Ruta A012                        |  |
| Los Pinos                        | Abierto           | Villa Amelia  | Ruta 18                          |  |
| Monteflores                      | Abierto           | Alvear        | Autopista Rosario - Buenos Aires |  |
| Pinares del Sur                  | Privado           | Piñero        | Ruta A012                        |  |
| Punta Chacra                     | Abierto           | Roldán        | Autopista Rosario - Córdoba      |  |
| Santa Susana                     | Abierto           | Alvear        | Ruta A012                        |  |
| Tierra de Sueños - Puerto Roldán | Abierto - Privado | Roldán        | Autopista Rosario - Córdoba      |  |
| Vicente Echeverría               | Abierto           | Ibarlucea     | Ruta 34                          |  |
| Villa del Plata                  | Abierto           | Àlvarez       | Ruta 18                          |  |
| Villa Mercedes                   | Abierto           | Alvear        | Ruta 18                          |  |
| Comunidad Evolutiva              | Privado           | Pueblo Esther | Ruta A012                        |  |
| Kentucky Country Club            | Privado           | Funes         | Autopista Rosario - Córdoba      |  |
| Sol de Paraná                    | Privado           | Pueblo Esther | Ruta A012                        |  |

## Población
Según el censo de 2001 el aglomerado contaba con 1.161.188 habitantes, lo que representa un incremento del 3,63% frente a los 1.118.905 habitantes del censo anterior, realizado en 1991. En 2010, la población del aglomerado estaba situada en torno a los 1.236.089 habitantes, lo que representa un incremento del 6,06% con respecto al censo anterior. Los últimos datos obtenidos del censo 2022 revelan que la población del aglomerado subió a 1.429.292. Es el tercer conurbano más poblado de la República, y el primero de la provincia de Santa Fe.
Dentro del Gran Rosario, la ciudad de Rosario es la más poblada con 1.029.618 habitantes, mientras que Villa Gobernador Gálvez (la segunda) cuenta con 92.137 habitantes.  Dato a destacar las ciudades de Funes y Roldan duplicaron su población en entre el censo 2010 y 2022.
| Rosario                   | Rosario     | 1.029.619 | 948.312   | 910.163   | 907.718   | 794.127 | 750.455 | 626.845 |
| Villa Gobernador Gálvez   | Rosario     | 92.137    | 80.769    | 74.658    | 63.078    | 48.785  | S/D     | S/D     |
| San Lorenzo               | San Lorenzo | 50.954    | 45.958    | 43.039    | 40.535    | 33.174  | 56.487  | 42.328  |
| Granadero Baigorria       | Rosario     | 44.220    | 36.994    | 32.249    | 21.915    | 15.724  | S/D     | S/D     |
| Funes                     | Rosario     | 38.274    | 23.281    | 14.552    | 8.270     | 6.329   | S/D     | S/D     |
| Pérez                     | Rosario     | 32.430    | 26.448    | 23.578    | 20.131    | 13.390  | S/D     | S/D     |
| Roldán                    | San Lorenzo | 30.680    | 14.113    | 11.252    | 9.013     | 7.183   | [ 10 ]  | [ 10 ]  |
| Capitán Bermúdez          | San Lorenzo | 30.577    | 29.218    | 26.914    | 25.944    | 22.768  | S/D     | S/D     |
| Arroyo Seco               | Rosario     | 24.513    |           |           |           |         |         |         |
| Fray Luis Beltrán         | San Lorenzo | 18.696    | 15.176    | 14.293    | 11.812    | 8.600   | S/D     | S/D     |
| Puerto General San Martín | San Lorenzo | 17.977    | 13.243    | 10.500    | 8.906     | 6.681   | S/D     | S/D     |
| Pueblo Esther             | Rosario     | 12.679    |           |           |           |         |         |         |
| Ibarlucea                 | Rosario     | 9.224     |           |           |           |         |         |         |
| Alvear                    | Rosario     | 8.349     |           |           |           |         |         |         |
| Ricardone                 | San Lorenzo | 5.964     |           |           |           |         |         |         |
| General Lagos             | Rosario     | 5.073     |           |           |           |         |         |         |
| Soldini                   | Rosario     | 4.302     | 2.577     | 1.990     | 1.583     | [ 10 ]  | [ 10 ]  | [ 10 ]  |
| Total                     | Total       | 1.429.292 | 1.236.089 | 1.161.188 | 1.118.905 | 956.761 | 806.942 | 669.173 |

### Asentamientos informales
En el primer semestre de 2013 ―según la definición utilizada por la organización de la sociedad civil TECHO― existían en el Gran Rosario 172 asentamientos informales y se estima que viven en ellos aproximadamente 50 500 familias.
Cabe destacar la gran disparidad en el número de familias que viven en cada asentamiento informal, con un mínimo de ocho familias en los casos del barrio Villa B. Mitre y el barrio Bajada del Morro en el departamento de San Lorenzo; y un máximo de aproximadamente 3000 familias en el barrio Cabin 9 y el barrio Ludueña de Rosario, según estimaciones de sus propios habitantes, con una mediana de 100 familias.

## Nodo portuario
El Gran Rosario es el nodo portuario agroexportador más importante del mundo. Con un total bruto de 79 millones de toneladas (Mt) despachadas de granos, harinas y aceites en el año 2019, el nodo portuario del Gran Rosario se convirtió en la zona portuaria de exportación de productos más importante a nivel mundial. Le sigue de cerca el distrito aduanero estadounidense de Nueva Orleans, Luisiana, en Estados Unidos con 64,45 Mt exportadas mientras que en tercer lugar por volumen exportado se ubica el puerto brasilero de Santos, con 42,65 Mt.
Dado la fluctuación de las cosechas, en 2022 con embarques de granos, harinas y aceites por 69,1 Mt, el Gran Rosario mantuvo el segundo puesto en el ranking de nodos portuarios agroexportadores del mundo, pero se amplió la brecha con Nueva Orleans, que mantiene el primer puesto.